# 李兰芳
李兰芳（1942年10月—），女，满族，广东番禺人，中华人民共和国政治人物，曾任广东省人民政府副省长，广东省人大常委会副主任，第八、九、十届全国人大代表。